# 100. Deutscher Katholikentag

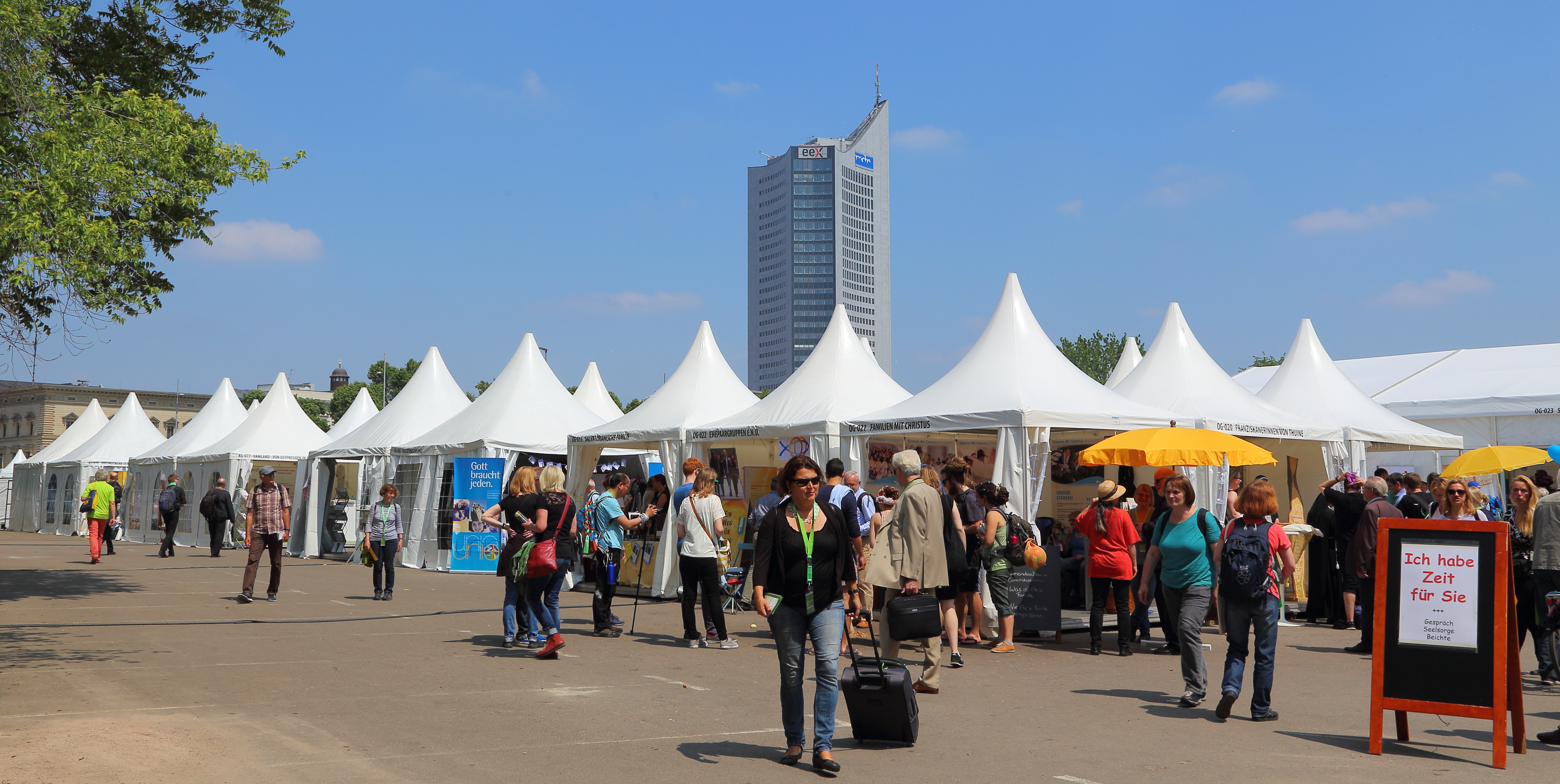
Zelte der Kirchenmeile auf dem Wilhelm-Leuschner-Platz.

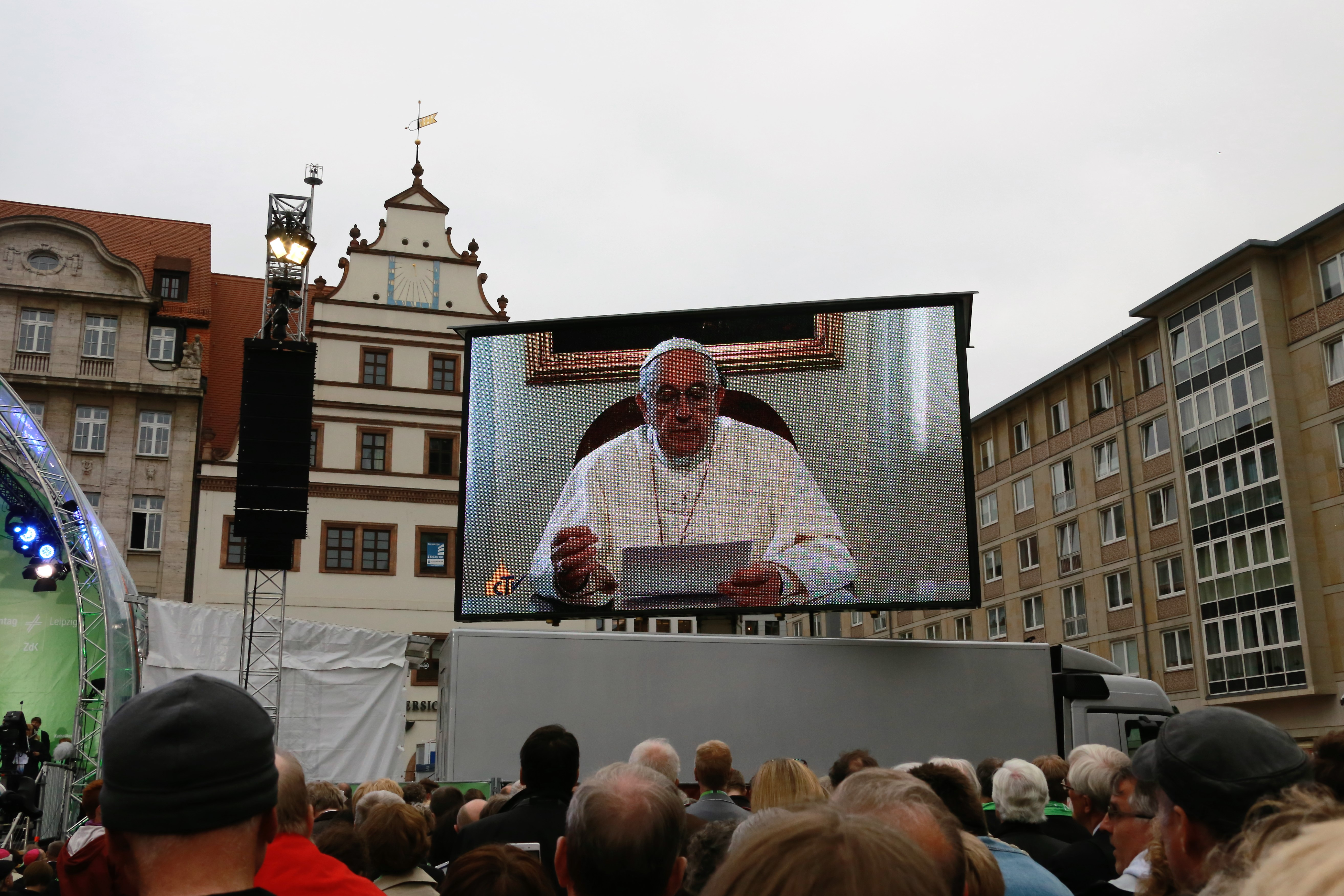
Grußbotschaft von Papst Franziskus auf dem Leipziger Markt.

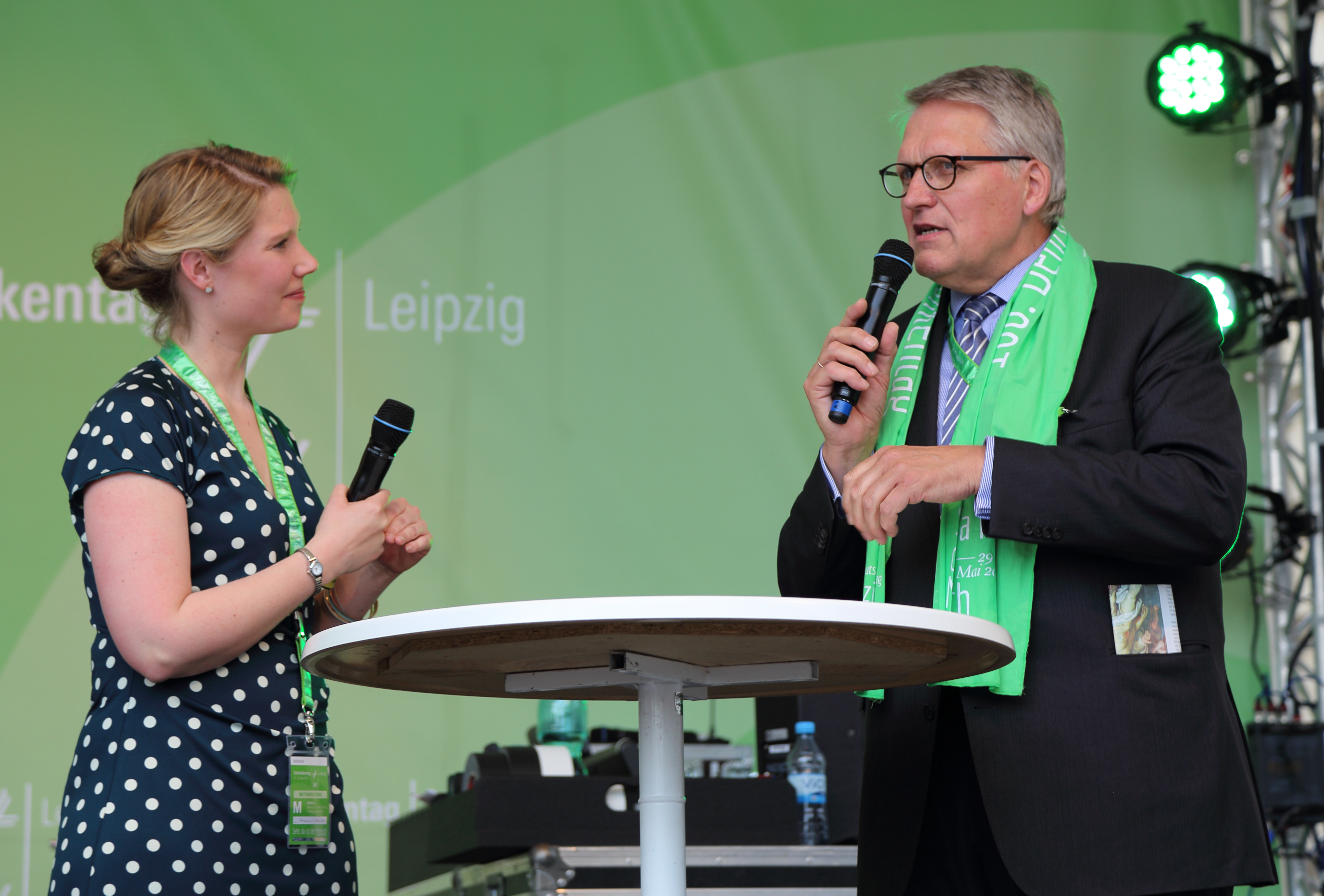
Eine der zahlreichen öffentlichen Diskussions- und Präsentationsveranstaltungen: Thomas Sternberg, Präsident des Zentralkomitees der deutschen Katholiken (ZdK), im Gespräch mit Stephanie Heinrich.

Der 100. Deutsche Katholikentag fand vom 25. Mai bis zum 29. Mai 2016 in Leipzig statt. Gastgeber war das Bistum Dresden-Meißen, das mit dem Zentralkomitee der deutschen Katholiken (ZdK) Veranstalter des Katholikentags war. Das Leitwort lautete „Seht, da ist der Mensch“. Insgesamt nahmen rund 40.000 Menschen am Katholikentag teil, deutlich weniger als beim vorangegangenen 99. Deutschen Katholikentag in Regensburg 2014.
Der Katholikentag begann auf dem Leipziger Marktplatz. Dort wurde auf den Leinwänden eine Grußbotschaft von Papst Franziskus eingespielt, die dieser auf Deutsch sprach. Bundespräsident Joachim Gauck war anwesend und wandte sich an die Teilnehmer.
Es gab etwa tausend Angebote wie Gottesdienste, Konzerte, Podiumsdiskussionen und Workshops.
Zentrale Themen des Katholikentags waren Migration und der Umgang mit Flüchtlingen in Deutschland und Europa.
Zahlreiche Veranstaltungen fanden unter freiem Himmel und in der Innenstadt statt. Zu den Orten gehörten die Propsteikirche St. Trinitatis, die Thomaskirche, die Nikolaikirche, die Kongresshalle, das Rathaus, die Reformierte Kirche, das Zeitgeschichtliche Forum, die Moritzbastei, das Gewandhaus und die Oper.
Auch Politiker wie Bundestagspräsident Norbert Lammert (CDU), Bundeswirtschaftsminister Sigmar Gabriel (SPD), Alois Glück (CSU) und der baden-württembergische Ministerpräsident Winfried Kretschmann (Grüne) waren anwesend.
Medial rezipiert wurden die Beschwerden der Alternative für Deutschland (AfD), von den Organisatoren im Gegensatz zu anderen Parteienvertretern nicht zu Gesprächsrunden und öffentlichen Auftritten eingeladen worden zu sein. Die Organisatoren des Katholikentags hätten den „Rechtspopulisten keine Plattform“ bieten wollen.
Für die Unterbringung der Besucher des Katholikentages wurden zahlreiche Schulen in Leipzig umfunktioniert.

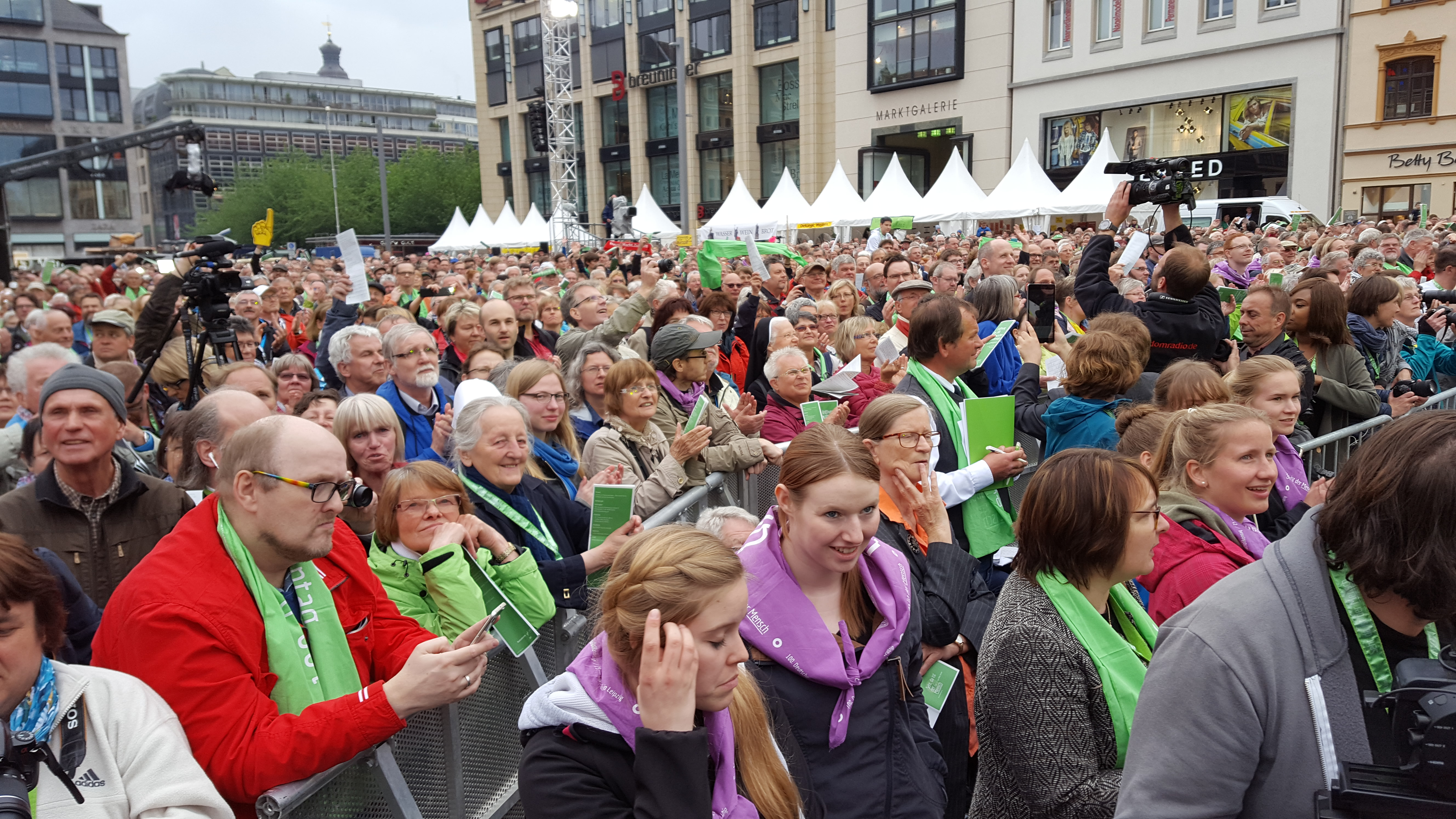
Eröffnung des Katholikentags in Leipzig
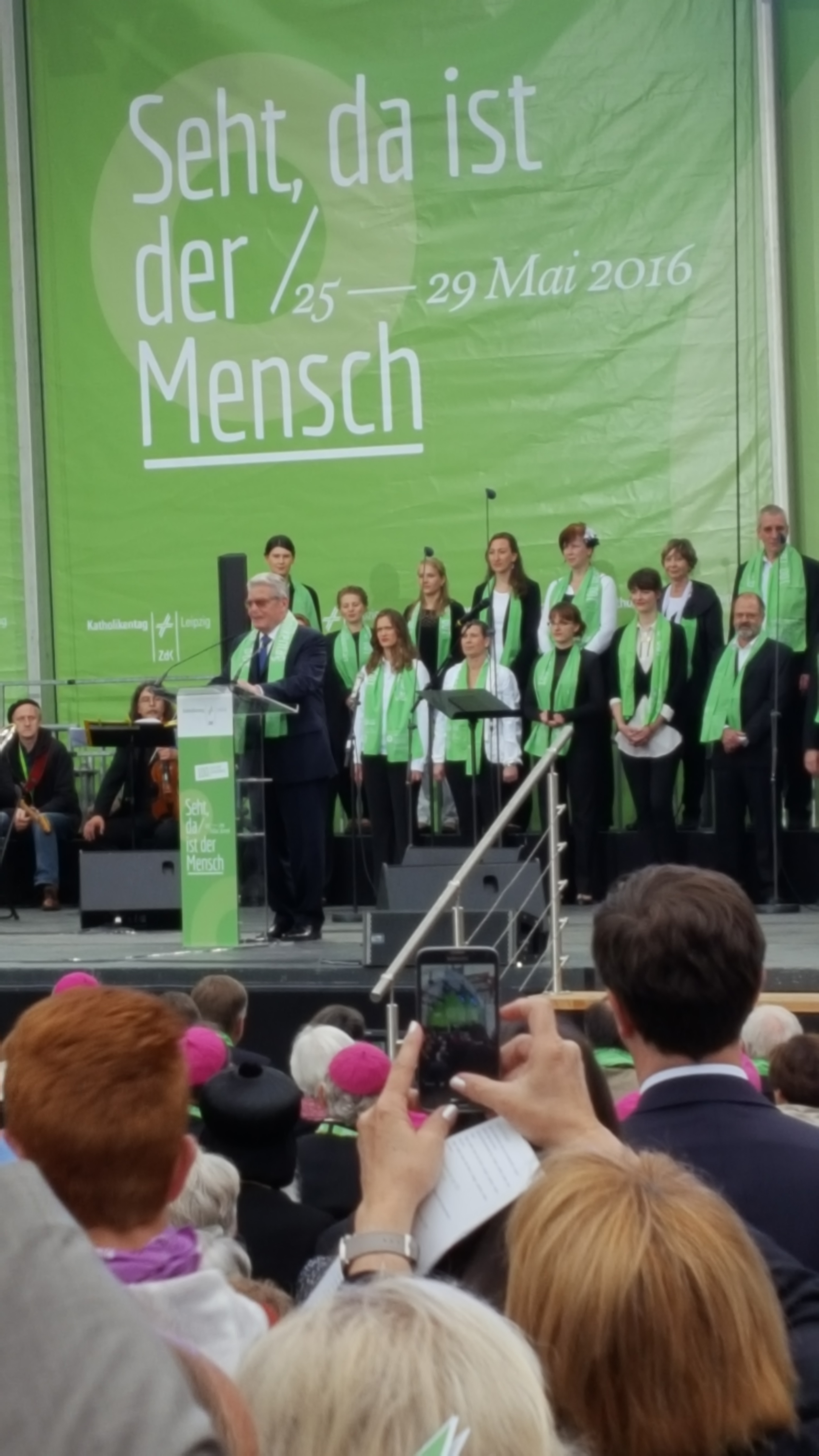
Eröffnung des Katholikentags in Leipzig durch den damaligen Bundespräsidenten Joachim Gauck
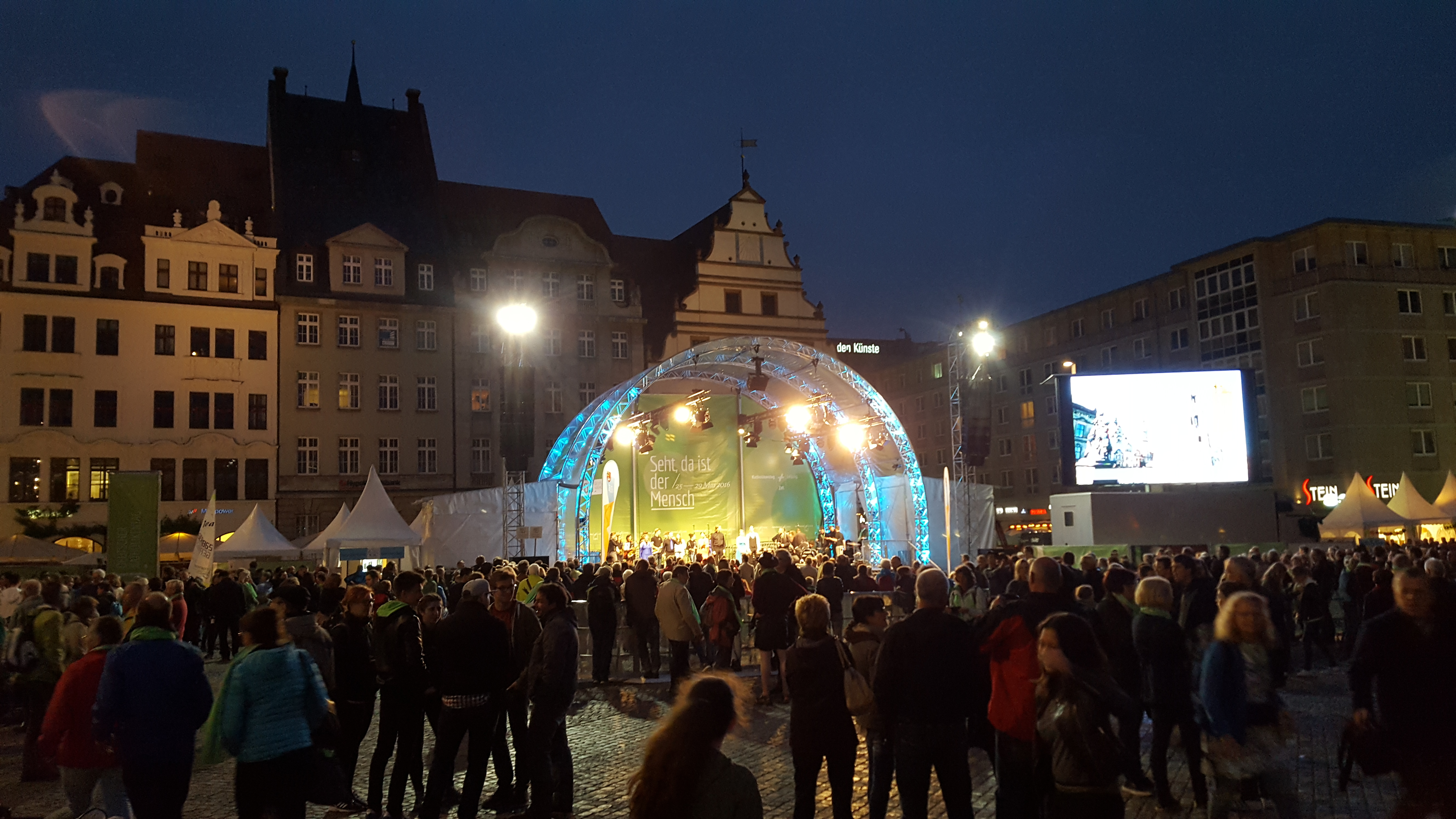
Katholikentag am Marktplatz in Leipzig
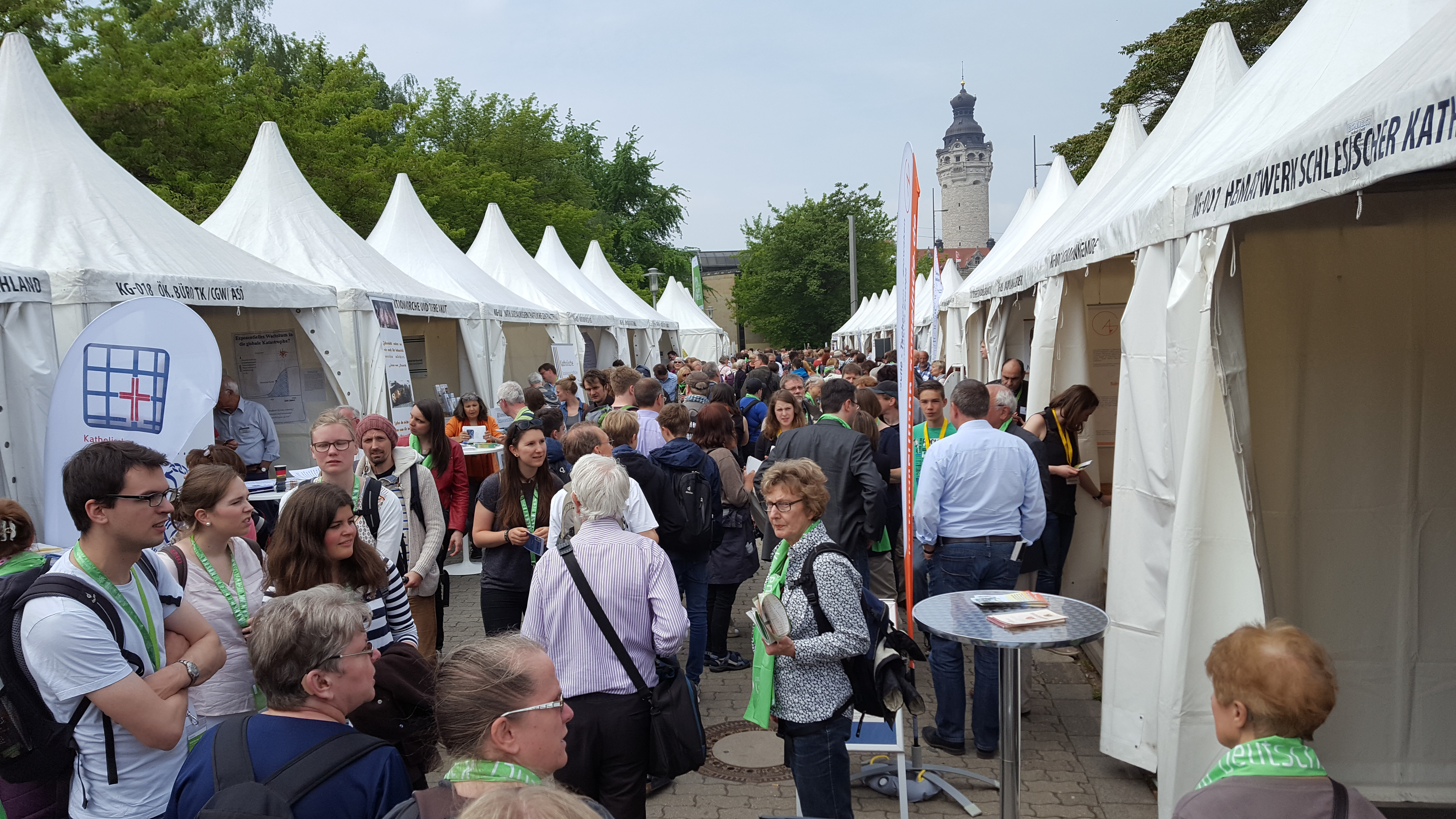
Kirchenmeile während des Katholikentags in Leipzig
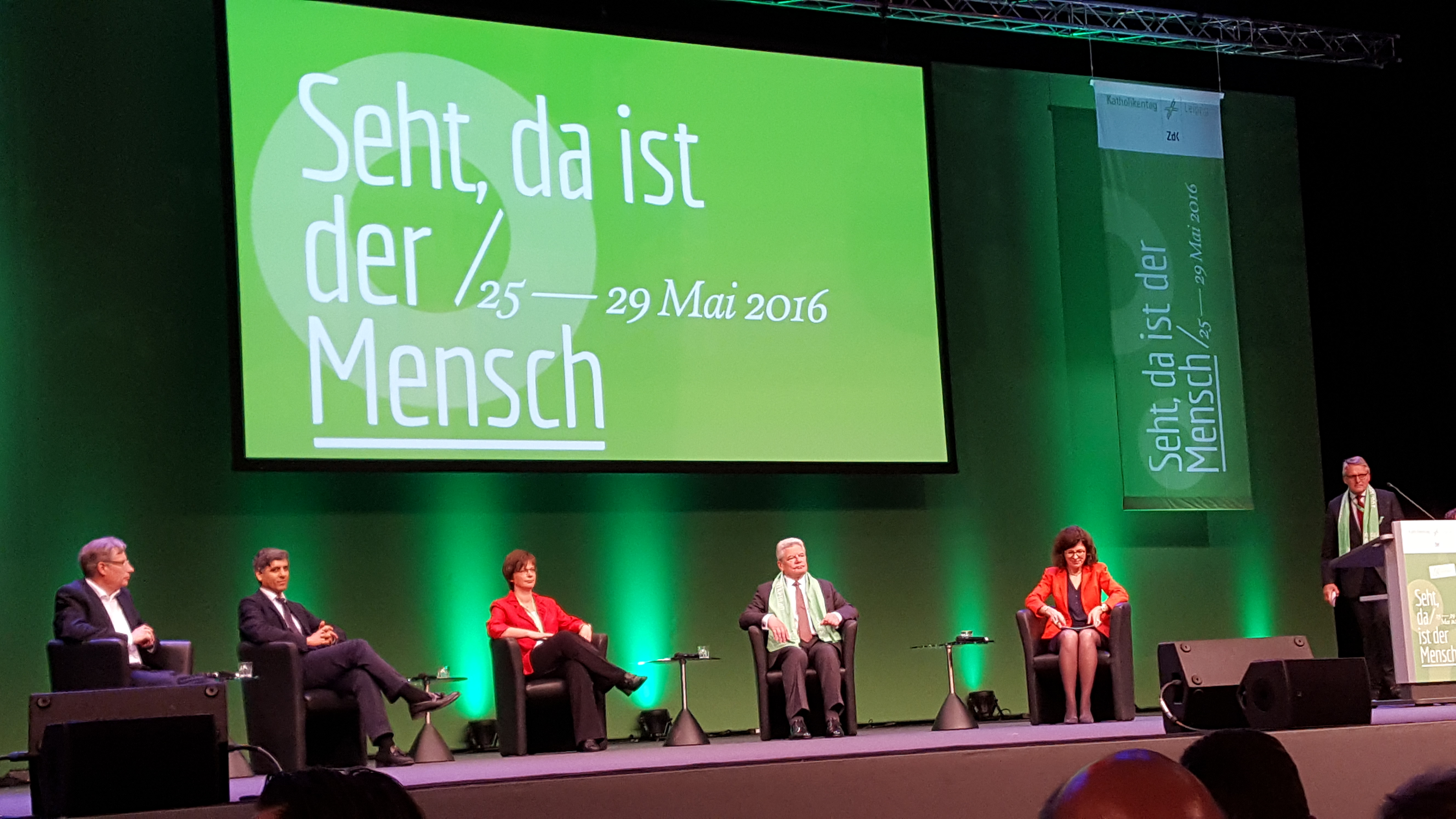
Podiumsdiskussion mit Bundespräsidenten Joachim Gauck

## Finanzierung

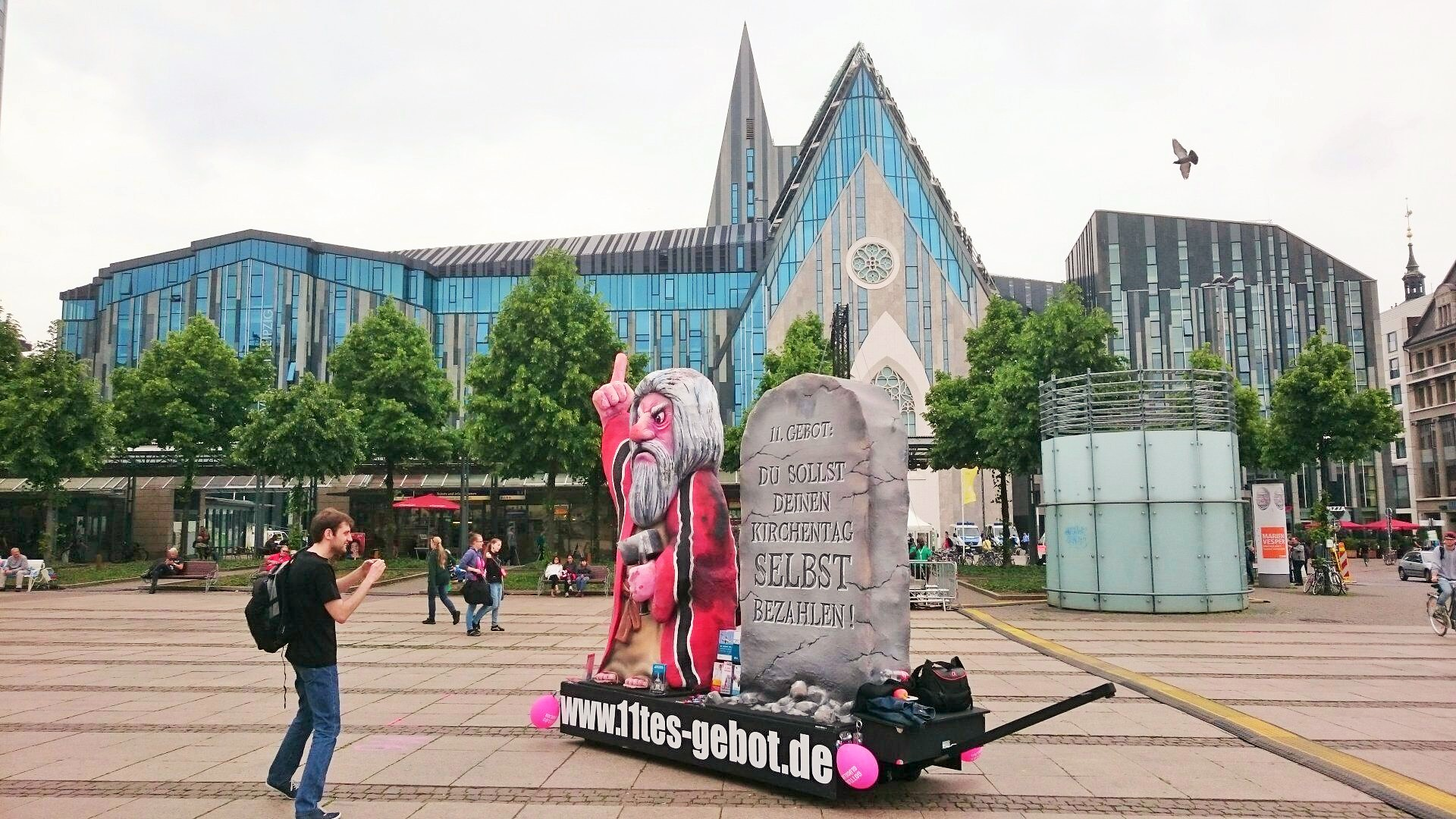
Kunstaktion Das 11. Gebot (Du sollst deinen Kirchentag selbst bezahlen!) in Leipzig.

Die Kosten des Katholikentages in Leipzig betrugen 9,9 Millionen Euro. Hiervon trug die Kirche 2,1 Millionen Euro und die öffentliche Hand 4,5 Millionen Euro. Die Bezuschussung aus öffentlichen Gelder teilte sich wie folgt auf: Die Stadt Leipzig gab einen Zuschuss von 1 Million Euro, der Freistaat Sachsen 3 Millionen Euro und der Bund 500.000 Euro. Aus Sponsoring und Ticketverkäufen wurden 3,3 Millionen Euro erzielt.
Gegen die Finanzierung des Katholikentages aus öffentlichen Geldern führte die Kunstaktion Das 11. Gebot („Du sollst Deinen Kirchentag selbst bezahlen!“) eine Protestaktion vor der Abstimmung im Leipziger Stadtrat über die Bezuschussung durch. Auch die Stadträtin Ute Elisabeth Gabelmann (Piratenpartei Deutschland) übte an der Bezuschussung Kritik. Als Argumente wurden angeführt, dass die Stadt Leipzig 700 Millionen Euro Schulden habe und nur vier Prozent der Leipziger Mitglieder der katholischen Kirche seien.
Nach einem Bericht des Kultur-Dezernats der Stadt Leipzig gaben die rund 40.000 Besucher netto 7,2 Millionen Euro aus. Davon seien 3,5 Millionen Euro unter anderem in Form zusätzlicher Steuereinnahmen an die Kommune zurück geflossen. Durch Mieten, Gebühren und Dienstleistungen, die in Zusammenhang mit dem Katholikentag gestellt wurden, habe sie weitere 4 Millionen Euro direkt eingenommen. Im Humanistischen Pressedienst wurde kritisiert, dass der Bericht „mehr Spekulationen als Sachinformationen“ geliefert habe.